# Claudia Boghicevici
Claudia Boghicevici, née le 11 octobre 1975 à Arad, est une femme politique roumaine, membre du Parti national libéral (PNL).

## Biographie
Titulaire d'une licence de finances bancaires, obtenue en 1999 à l'université Aurel Vlaicu d'Arad, elle détient également trois masters en droit public, en finances et en gestion, obtenus dans les années 2000. Elle travaille au sein de la direction générale de l'Assistance sociale et de la Protection de l'enfance (DGASPC) de 1995 à 2008, occupant des fonctions de direction et d'encadrement à Arad.
Elle est élue à la Chambre des députés en 2008, puis nommée, le 9 février 2012, ministre du Travail, de la Famille et de la Protection sociale dans le gouvernement de centre droit de Mihai Răzvan Ungureanu. Elle est remplacée, le 7 mai, par Mariana Câmpeanu.